# High Shoals
High Shoals város az USA Észak-Karolina államában, Gaston megyében. Lakosainak száma 595 fő (2020. április 1.).

## Népesség
A település népességének változása:

| 2010 | 696 |
| 2020 | 595 |